# Cappella di Santa Maria Maddalena dei Pazzi
La cappella di Santa Maria Maddalena dei Pazzi, conosciuta come cappella del Mercatale, è un edificio sacro situato ai margini dell'abitato di Radda in Chianti.

## Storia
La cappella sorge in un luogo usato fin dall'antichità quale sede di un mercato e qui vi venne costruito un oratorio dedicato alla Madonna del Mercato. Tale edificio venne abbattuto e ricostruito con l'attuale nel 1720 per volontà di Ferdinando Alessandro Minucci che lo volle intitolare a Santa Maria Maddalena dei Pazzi. La cappella venne restaurato dopo la seconda guerra mondiale ma attualmente si trova in uno stato di profondo degrado e abbandono.

## Descrizione
La cappella sintetizza i canoni costruttivi di una piccola chiesa devozionale a unica navata preceduta da un portico. Nonostante sia stata realizzata ai primi del XVIII secolo, l'edificio presenta un corredo architettonico riferibile al  Manierismo fiorentino.

### Esterno
La facciata è aperta da tre aperture; due finestrelle rettangolari poste ai lati del portale e una più grande caratterizzata da un arco ribassato policentrico posto in alto. La facciata è dominata dal volume del portico. Questo è definito da due robusti sodi angolari realizzati con l'intento di mostrare su ogni faccia esterna  una coppia di lesene a sostegno di una trabeazione. I tre lati del portico sono aperti da altrettanti archi poggianti su semicolonne; l'arco frontale è quello di dimensioni maggiori ed ha una forma ribassata. In facciata, sopra al portico, corre una fascia in pietra che forma una sorta di frontone nel cui timpano si trova uno stemma in pietra della famiglia Minucci.
L'esterno dell'edificio è scandito da bozze d'angolo e da una cornice continua che corre lungo tutta la sommità delle pareti laterali.

### Interno
Alla ricchezza dell'esterno fa da contrasto la semplicità dell'interno. La copertura è attuata mediante due campate di volte a crociera, decorate con sottili costole che proseguono lungo le pareti. L'altare è arricchito da una tela di Pietro Dandini. Ai lati dell'altare si trovano due porte che conducono alla sagrestia.